# English Rose
English Rose — музичний альбом гурту Fleetwood Mac. Виданий у січні 1969 року лейблом Epic. Загальна тривалість композицій становить 40:14. Альбом відносять до напрямку блюз-рок. 

## Список пісень
1. «Stop Messin' Round» — 2:22*^
2. «Jigsaw Puzzle Blues» — 1:36**^
3. «Doctor Brown» — 3:46*
4. «Something Inside of Me» — 3:57****
5. «Evenin' Boogie» — 2:42*
6. «Love That Burns» — 5:05*
7. «Black Magic Woman» — 2:48**^
8. «I've Lost My Baby» — 4:17*
9. «One Sunny Day» — 3:12***
10. «Without You» — 4:40***
11. «Coming Home» — 2:40*^
12. «Albatross» — 3:09**^

## Чарти
| Чарт (1969)       | Найвища позиція |
| ----------------- | --------------- |
| США Billboard 200 | 184             |